# Диплатинатригаллий
Диплатинатригаллий — бинарное неорганическое соединение, интерметаллид
платины и галлия
с формулой Ga3Pt2,
кристаллы.

## Получение
- Сплавление стехиометрических количеств чистых веществ:

{\displaystyle {\mathsf {2Pt+3Ga\ {\xrightarrow {937^{o}C}}\ Ga_{3}Pt_{2}}}}

## Физические свойства
Диплатинатригаллий образует кристаллы
тригональной сингонии,
пространственная группа P 3m1,
параметры ячейки a = 0,422 нм, c = 0,517 нм, Z = 1,
структура типа триалюминийдиникеля Al3Ni2
.
Соединение образуется по перитектической реакции при температуре 937 °C.